# 馬漢級驅逐艦
馬漢級驅逐艦(Mahan class destroyer)是美國在1934年-1935年間建造的驅逐艦，總共18艘。1935年建造的後兩艘鄧拉普號和范寧號有時也會被當作另一級。本級以海權論的提倡者阿爾弗雷德·賽耶·馬漢為首艦命名。
本級參加了太平洋戰爭的主要戰役，擔任各種主力以及輔助任務，大戰中共損失六艘，二艘戰後參與十字路口行動，其餘的都除役解體。本級二戰中總計獲得111顆戰鬥之星。

## 同級艦
| 艦名       | 舷號   | 建造者             | 開工日期       | 下水日期       | 服役日期       | 除役日期       | 結局                                                                           | 資料來源 |
| ---------- | ------ | ------------------ | -------------- | -------------- | -------------- | -------------- | ------------------------------------------------------------------------------ | -------- |
| 馬漢號     | DD-364 | 聯合乾塢公司       | 1934年6月12日  | 1935年10月15日 | 1936年9月18日  | 不適用         | 1944年12月7日在萊特灣被神風特攻隊的飛機撞沉。                                  | [ 1 ]    |
| 甘明斯號   | DD-365 | 聯合乾塢公司       | 1934年6月26日  | 1935年12月11日 | 1936年11月25日 | 1945年12月14日 | 1947年7月17日出售。                                                            | [ 2 ]    |
| 杜雷頓號   | DD-366 | 巴斯钢铁厂         | 1934年3月20日  | 1936年3月26日  | 1936年9月1日   | 1945年10月9日  | 1946年12月20日出售並拆解。                                                     | [ 3 ]    |
| 林森號     | DD-367 | 巴斯钢铁厂         | 1934年3月20日  | 1936年6月17日  | 1936年10月21日 | 不適用         | 1946年7月2日作為比基尼環礁十字路口行動核試驗的靶艦報廢。                       | [ 4 ]    |
| 傅拉瑟號   | DD-368 | 聯邦造船，卡尼     | 1934年6月4日   | 1935年9月28日  | 1936年10月1日  | 1946年12月16日 | 1948年1月6日出售。                                                             | [ 5 ]    |
| 里德號     | DD-369 | 聯邦造船，卡尼     | 1934年6月25日  | 1936年1月11日  | 1936年11月2日  | 不適用         | 1944年12月11日在萊特灣被神風特攻隊的飛機撞沉。                                 | [ 6 ]    |
| 格斯號     | DD-370 | 波士頓海軍工廠     | 1934年9月19日  | 1935年9月14日  | 1936年9月15日  | 1945年12月13日 | 1947年12月31日出售。                                                           | [ 7 ]    |
| 康寧漢號   | DD-371 | 波士頓海軍工廠     | 1934年9月19日  | 1935年9月14日  | 1936年11月4日  | 1946年12月20日 | 1946年作為比基尼環礁十字路口行動核試驗的靶艦報廢，並在1948年7月2日被下沉處分。 | [ 8 ]    |
| 卡森號     | DD-372 | 費城海軍工廠       | 1934年10月1日  | 1935年10月28日 | 1936年8月21日  | 1941年12月7日  | 1947年11月25日出售拆解。                                                       | [ 9 ]    |
| 卡森號     | DD-372 | 費城海軍工廠       | 1934年10月1日  | 1935年10月28日 | 1944年2月5日   | 1945年12月17日 | 1947年11月25日出售拆解。                                                       | [ 9 ]    |
| 邵號       | DD-373 | 費城海軍工廠       | 1934年10月1日  | 1935年10月28日 | 1936年9月18日  | 1945年10月2日  | 1946年7月拆毀報廢。                                                            | [ 10 ]   |
| 塔克號     | DD-374 | 諾福克海軍工廠     | 1934年8月15日  | 1936年2月26日  | 1936年7月23日  | 不適用         | 1942年8月2日觸雷後爆炸，隨後下沉。                                             | [ 11 ]   |
| 唐恩號     | DD-375 | 諾福克海軍工廠     | 1934年8月15日  | 1936年4月22日  | 1937年1月15日  | 1942年6月20日  | 1947年11月18日出售拆解。                                                       | [ 12 ]   |
| 唐恩號     | DD-375 | 諾福克海軍工廠     | 1934年8月15日  | 1936年4月22日  | 1943年11月15日 | 1947年12月17日 | 1947年11月18日出售拆解。                                                       | [ 12 ]   |
| 顧盛號     | DD-376 | 普吉特海灣海軍工廠 | 1934年8月15日  | 1935年12月31日 | 1936年8月28日  | 不適用         | 於瓜達爾卡納爾海戰中，在1942年11月13日遭擊沉。                                 | [ 13 ]   |
| 柏金斯號   | DD-377 | 普吉特海灣海軍工廠 | 1934年11月15日 | 1935年12月31日 | 1936年9月18日  | 不適用         | 1943年11月29日，遭澳洲運兵船"Duntroon"號撞擊後沉沒。                           | [ 14 ]   |
| 史密夫號   | DD-378 | 馬雷島海軍工廠     | 1934年10月27日 | 1936年2月20日  | 1936年9月19日  | 1946年6月28日  | 1947年2月25日被海軍除名。                                                      | [ 15 ]   |
| 普雷斯頓號 | DD-379 | 馬雷島海軍工廠     | 1934年10月27日 | 1936年4月22日  | 1936年10月27日 | 不適用         | 於瓜達爾卡納爾海戰中，在1942年11月14日遭擊沉。                                 | [ 16 ]   |
| 鄧拉普號   | DD-384 | 聯合乾塢公司       | 1935年4月10日  | 1936年4月18日  | 1937年6月12日  | 1945年12月14日 | 1947年12月31日出售。                                                           | [ 17 ]   |
| 范寧號     | DD-385 | 聯合乾塢公司       | 1935年4月10日  | 1936年9月18日  | 1937年10月8日  | 1945年12月14日 | 1945年12月14日除役並稍後出售。                                                 | [ 18 ]   |